# Стеклянный ключ (роман)
«Стеклянный ключ» (англ. The Glass Key) — детективный роман Дэшила Хэммета. Роман написан в характерной для Хэммета манере, когда внутренний мир героев раскрывается только через их поступки. Моральная сторона действий персонажей в романе не рассматривается, преступление показано лишь как один из способов ведения бизнеса.
После издания в 1931 году в США и Англии роман быстро стал бестселлером. Роман был дважды экранизирован, вторая одноимённая экранизация 1942 года считается одним из наиболее значительных фильмов-нуаров, оказавшим серьёзное влияние на творчество Акиры Куросавы.

## Создание
Роман написан во время наиболее продуктивных трёх лет (1927—1930) в писательской карьере Хэммета, когда также были написаны романы «Кровавая жатва», «Проклятье Дэйна» и «Мальтийский сокол». В отличие от большинства более ранних рассказов и романов, действие которых происходит вокруг Сан-Франциско, знакомого Хэммету по его работе в агентстве Пинкертона, действие романа «Стеклянный ключ» помещено в некий город на Восточном побережье, очень схожий с Балтимором, где прошла юность Хэммета.

## Художественные особенности
В мире, описываемом Хэмметом, невозможно провести чёткую границу между преступлением и бизнесом, личным и общественным интересом. Преступление — лишь один из способов ведения бизнеса. Гангстер Пол Мэдвиг в романе хочет войти в респектабельное общество, однако оказывается, что «респектабельное» общество мало отличается от криминального.
Хэммет не описывает внутренний мир героев, читатель может судить о нём только по внешним действиям героев. Когда в начале романа Нэд Бьюмонт читает в газете об убийстве сына мэра, Хэммет отмечает только, что на его лице появилось выражение неудовольствия. Кроме того, выкуривая сигару, он хмурится. Хэммет не бросает ни одного намёка на то, что происходит «внутри» героя в этот момент.
Характерно для Хэммета наделять главного героя своими чертами. Отмечалось, что описание внешности Нэда Бьюмонта весьма подходит к самому Хэммету. Кроме того, главные герои романов Хэммета обычно говорят «его» голосом. Исследователи отмечают, что для главных героев Хэммета характерен особый ритм речи, повторение определённых слов. В романе таким героем является Нэд Бьюмонт. Нед Бьюмонт скептичен («Я не верю ни во что», англ. I don’t believe in anything) и не склонен предаваться мечтаниям.
Мир Хэммета — мужской мир, в котором женщины, если и появляются, то как «внешние» персонажи по отношению к основному конфликту, который развивается между мужчинами. Основой романа являются взаимоотношения Нэда Бьюмонта и Пола Мэдвига.
В романе Хэммет использует модернисткие приёмы построения фраз, переставляя слова для достижения большего эффекта. Например, фраза, переведённая на русский язык как «Раскурив сигару, он подошел к столу и, щурясь от дыма, стал изучать первую полосу „Обсервера“», в оригинале звучит как англ. «He found and lit a cigar then and, with it between his teeth burning, stood by the table and squinted down through smoke at the front page of the Observer lying there». Такое строение фразы создаёт несколько странное впечатление, напоминая прозу Джойса. Также с модернисткими текстами роман роднит отсутствие какой бы то ни было комфортной для читателя моральной позиции в тексте. Ни один из героев не действует исходя из моральных норм. В «Стеклянном ключе» есть все признаки как приключенческого романа, так и мелодрамы, и натуралистическое бытоописание, но при этом никаким действиям героев не даётся моральной оценки, роман целиком нейтрален.
Исследователи отмечали, что для романа характерна «кинематографичность» описания сцен. Некоторые пассажи особенно сильно напоминают сцены из голливудских фильмов. С другой стороны, довольно трудно определить, было ли это влияние кинематографа на прозу Хэммета, либо же проза Хэммета повлияла на кинематограф того времени. Хэммет описывает цвета, материалы, точно документирует популярные песни и причёски. В качестве примера можно привести описание Дженет Генри в романе: «Дженет зажгла лампу, стоявшую на крышке рояля, и села на вращающийся табурет, спиной к клавиатуре. Подсвеченные сзади волосы золотистым нимбом вились вокруг её головы. На ней было чёрное вечернее платье без единого украшения. Наклонившись, Нед стряхнул на красные уголья пепел с сигары. Чёрная жемчужина в его галстуке заблестела, словно подмигивающий багровый глаз.» В данной сцене Хэммет так точно описывает сцену, так что она с лёгкостью могла бы быть перенесена на экран.
На поверхности романа находится овеществление Эдиповой тревоги: сенатор убивает своего сына, чтобы защитить свою власть и репутацию. «Стеклянный ключ» открывает дверь и ломается, высвобождая хаос. После того, как преступление разгадано, дружба главных персонажей романа — Бьюмонта и Мэдвига — оказывается разрушенной. Повесть также содержит целый ряд символических кастраций: например, Нед Бьюмонт хладнокровно соблазняет жену издателя, подвигая того совершить самоубийство. Пол Мэдвиг теряет любимую женщину, которая уходит к его лучшему другу. В отношении Бьюмонта символическая кастрация чуть не превратилась в реальную, когда его избивал гангстер Джефф.

## Восприятие
Роман был выпущен 20 января 1931 года в Англии и 24 апреля 1931 года в США. И читатели, и критики восприняли роман очень благосклонно. В первые недели было продано 11 тысяч экземпляров романа, к декабрю 1931 года это число возросло до 20 тысяч. Студия Paramount Pictures выкупила права на экранизацию за 25 тысяч долларов. Благожелательные отзывы были напечатаны в The New York Times (3 мая 1931 года) и New York Herald Tribune. Критик газеты Outlook похвалил роман, отметив, что Хэммет написал уже третий детектив, который может быть причислен к лучшим образцам жанра.

## Экранизации
- Первая одноимённая экранизация вышла в 1935 году. Экранизация довольно точно передаёт события романа, хотя и несколько иначе расставляет акценты, упрощая роман. Вся история превращается в историю о верном друге Мэдвига Бьюмонте, характер и мотивации которого таким образом упрощаются по сравнению с романом. Также сильно упрощённым оказался образ Дженет Генри, которая в фильме превратилась просто в надменную богатую дочку. В конце фильма Бьюмонт, в отличие от книги, остаётся с Мэдвигом[7].
- Вторая одноимённая экранизация 1942 года принадлежит к одним из самых значительных фильмов-нуаров 1940-х годов. Фильм ближе к тексту романа, чем предыдущая экранизация, включая концовку романа. По мнению некоторых исследователей, фильму не удалось сохранить имморальность романа[7]. Фильм послужил источником вдохновения для фильма «Телохранитель» Акиры Куросавы[8].
- «Свора» — советский фильм 1985 года.